# Еремеевский сельсовет (Башкортостан)
Еремеевский сельсовет — сельское поселение в Чишминском районе Башкортостана Российской Федерации.
Административный центр — село Еремеево.

## История
Статус и границы сельского поселения установлены Законом Республики Башкортостан № 126-з от 17 декабря 2004 года «О границах, статусе и административных центрах муниципальных образований в Республике Башкортостан».

## Население
| 2002  | 2009  | 2010  | 2012  | 2013  | 2014  | 2015  |
| ----- | ----- | ----- | ----- | ----- | ----- | ----- |
| 2113  | ↗2171 | ↘2010 | ↘1968 | ↗1995 | ↗2037 | ↗2055 |
| 2016  | 2017  | 2018  |       |       |       |       |
| ↗2070 | ↘2057 | ↗2152 |       |       |       |       |

## Состав сельского поселения
| № | Населённый пункт | Тип населённого пункта       | Население |
| - | ---------------- | ---------------------------- | --------- |
| 1 | Верхние Термы    | село                         | ↘303      |
| 2 | Еремеево         | село, административный центр | ↘543      |
| 3 | Зубово           | деревня                      | ↗6        |
| 4 | Каветка          | деревня                      | ↗30       |
| 5 | Калмашево        | село                         | ↘686      |
| 6 | Нижние Термы     | деревня                      | ↘331      |
| 7 | Слак             | деревня                      | ↘111      |